# Бранденбург
Бранденбург (ннем. Bramborg/Brannenborg, длсрп. Bramborska, глсрп. Braniborsko) је покрајина у североисточном делу Немачке, историјски регион и провинција Пруске. Главни град је Потсдам.
На истоку граничи са Пољском (Војводствима Западно Поморје и Лубуш), на југу са Саксонијом, са Саксонија-Анхалтом на западу, на крајњем западу једним кратким делом уз Лабу са Доњом Саксонијом, на северу са Мекленбург-Западном Померанијом, и у свом средишњем делу у целости окружује Берлин, који као град-држава представља посебну административну целину, управно одвојену од Бранденбурга.
За датум оснивања историјског Марке Бранденбург узима се 11. јуни 1157, када је Асканир Албрехт дер Бер освајањем повратио Бранденбург и прикључио га Светом римском царству. Од 1415. до 1918. регија је била под влашћу династије Хоенцолерн, док од 1701. до 1946. Марк Бранденбург дели судбину Пруске као њено језгро. 1815. године створена пруска провинција Бранденбург (без Алтмарка) је након Другог светског рата постала покрајина унутар Источне Немачке (али без Нојмарка источно од Одре) при чему је подељена на три управна округа. 1990-91. године је покрајина Бранденбург поново основана, као покрајина унутар уједињене Немачке.

## Географија
Покрајина Бранденбург, укупне површине од 29.476 km², која се протеже 291 km у правцу север-југ, те 244 km у правцу исток-запад представља површински пету од свих немачких покрајина, а тиме је уједно и највећа која је поново основана након уједињења 1990. године. За језгро данашњег Бранденбурга се још увек користи историјски термин Марк Бранденбург, на коју се на југоистоку надовезују Доње Лужице. Југозападни Флеминг је Бранденбургу прикључен тек након Бечког конгреса.
Типично за Бранденбург је да је сва инфраструктура усмерена према Берлину који је као острво усред Бранденбурга. Они заједно чине метрополитанско подручје Берлин/Бранденбург. Око Берлина се налазе добростојећи градови и села ("богати појас“ Берлина). Ту станује велики број Берлинаца који желе живети ван велеграда, у „зеленом“. Изван већих градова као што су Бранденбург на Хафелу на западу, или Франкфурт на Одри на истоку, земља је слабо насељена.
Југ покрајине граде територије Доње Лужице, делови Горњег Лужица и Елба-Елстер земља. Покрајини припадају такође Хафеланд западно од Берлина, Телтов јужно од Берлина, као и Барним на североистоку. Границе Бранденбурга сачињавају области Оберхафел на северу, Прегниц на северозападу, Укермарк на североистоку, Одербрух на истоку и Флеминг на југозападу.

### Рељеф
Конфигурација површине Бранденбурга одређена је с два ланца узвисина и две долине. У долинама се налазе речне долине на чијим рубовима се налазе — данас исушена — подручја мочвара и тресетишта, која су својевремено била кориштена за вађење тресета. Те речне долине овде називају и расеклина или тресетиште.
Северни, или балтички ланац узвисина мекленбуршке језерске плоче се само неважним одвојцима пружа у Бранденбург. Други ланац узвисина који се налази на југу Бранденбурга почиње са Лаузишким узвисинама] и протеже се дуж границе у смеру запада преко Триебела и Спремберга, а затим иде према северозападу преко Цалауа прелази у голе и сушне узвисине Флеминга. Јужна долина лежи непосредно уз северни руб ових узвисина и најизраженија је у подручју Шпревалда. Северну долину, положену одмах у подножју балтичких узвисина, одређују долине река Неце, Варте и Одре, затим Хафелендише Луцх и браздом коју је урезала Лаба.
Између тих двеју долина лежи плоча која се од подручја око Познања (Пољска) пружа на запад према Бранденбургу. Плочу с југоистока према северозападу пресецају долине Фауле Обра и Одре до утока Нисе, доња Шпреја и долина Хафела. Између тих долина лежи цели низ брежуљака чија се висина креће од 97 m до 157 m, а највиша тачка Бранденбурга је Хајденхохе са 201,4 m.
На плочи углавном претеже пешчано тло на великим подручјима обрасло боровима и смрекама и делује суво. Међутим, чак и на узвисинама је глинасто и уз одговарајућу обраду примјерено за узгој већине пољопривредних производа.

### Клима
Најхладнији месец је с вероватноћом од 53% током задњих 100 година био јануар, са средњом температуром на истоку покрајине од -1 °C. Колебање температуре се креће од 15 °C до -30 °C. Просечна количина падавина у јануару је 34 mm, а сунчаних сати је просечно 50 током месеца.

## Историја
Историјски, Бранденбург (заједно са Берлином, који је био део Бранденбурга) је био „срце“ Бранденбург-Пруске. О томе опширније: Албрехт дер Бер (оснивач Марка Бранденбург 1167), Марк Бранденбург и Провинција Бранденбург.
Године 1945. се оснива Провинција Марк Бранденбург. Она се састојала од доминантних округа Потсдам и Франкфурт на Одри некадашње пруске Провинције Бранденбург, но без читавог подручја Нојмарк источно од Одре. 1947. је након укидања Пруске уследило преименовање у Земља Бранденбург са 27.612 km². У оквиру територијалне реорганизације Источне Немачке 1952. распуштена је Земља Бранденбург и подијељена на три округа: Котбус, Франкфурт на Одри и Потсдам. 14. октобра 1990. је поново основана Земља Бранденбург уједињењем наведена три округа (уз неке мање измене).
1996. су Бранденбуржани на референдуму одбили уједињење своје покрајине са Берлином.

## Становништво

### Највећи градови
| Потсдам Котбус | 1.  | Потсдам               | 156.906 | Бранденбург на Хафелу Франкфурт на Одри |
| Потсдам Котбус | 2.  | Котбус                | 102.091 | Бранденбург на Хафелу Франкфурт на Одри |
| Потсдам Котбус | 3.  | Бранденбург на Хафелу | 71.778  | Бранденбург на Хафелу Франкфурт на Одри |
| Потсдам Котбус | 4.  | Франкфурт на Одри     | 60.330  | Бранденбург на Хафелу Франкфурт на Одри |
| Потсдам Котбус | 5.  | Оранијенбург          | 41.810  | Бранденбург на Хафелу Франкфурт на Одри |
| Потсдам Котбус | 6.  | Еберсвалде            | 40.944  | Бранденбург на Хафелу Франкфурт на Одри |
| Потсдам Котбус | 7.  | Фалкензе              | 40.511  | Бранденбург на Хафелу Франкфурт на Одри |
| Потсдам Котбус | 8.  | Бернау бај Берлин     | 36.338  | Бранденбург на Хафелу Франкфурт на Одри |
| Потсдам Котбус | 9.  | Швет                  | 34.035  | Бранденбург на Хафелу Франкфурт на Одри |
| Потсдам Котбус | 10. | Кенигс Вустерхаузен   | 33.981  | Бранденбург на Хафелу Франкфурт на Одри |

## Политика
У Бранденбургу влада Црвено-црна коалиција (СПД — ЦДУ) под премијером Матијас Плацеком. Опозицију чине Левица, ПДС и ултрадесничарска странка ДВУ (Немачка Народна Унија).

## Грб и застава
Према Уставу покрајине Бранденбург, њен грб је црвени маркгофовски орао на белом пољу. Застава Покрајине је црвено-бела с грбом постављеним у средини.
Маркгрофовски орао и грб постоје одавно. Још 1157. је то био, наводно, грб Бранденбуршког маркгрофа Ота I. Све до краја Другог светског рата орао је на грбу имао додатке, између осталог, мач и оклоп на грудима. Сви су ти додаци уклоњени, и остао је само орао, који је као грб преузет за Бранденург.

## Привреда
Тежиште бранденбуршке индустрије и услужних делатности се налази дуж А 10, ауто-пута који обилази око Берлина као и у индустријским центрима. Поред Ајзенхитенштата на Одри и у Бранденбург на Хафелу су челичане. Уз њих се налази више фабрика које прерађују гвожђе и челик. Изван тих индустријских центара су прехрамбена индустрија, дрвна индустрија и пољопривреда. На југу Бранденбурга се у дневном копу вади мрки угаљ. Тежиште будућег развоја се намерава везати уз туризам. Пољопривреда има значајни удео у приходима Покрајине.
Транспортни путеви Бранденбурга звездасто иду према Берлину. То вреди за железничке пруге, путеве и водене путеве. Железничке пруге су међусобно повезане Берлинским спољашњим прстеном који већим делом пролази Бранденбургом. Слично је и с А 10, названим Берлински прстен, а и он је готово целом својом дужином на територији Бранденбурга.
Најважнији аеродром Бранденбурга се налази у Шенефелду, а осим њега у Покрајини постоји још неколико.